# Saison PIHA 2009
Navigation
2008 2010
La saison 2009 est la huitième saison de la Professional inline hockey association.
Les Colorado Springs Thunder sont sacrés champions et remportent la coupe Founders (Founders Cup).